# Rhododendron protistum
Rhododendron protistum är en ljungväxtart som beskrevs av Isaac Bayley Balfour och Forrest. Rhododendron protistum ingår i släktet rododendron, och familjen ljungväxter. Utöver nominatformen finns också underarten R. p. giganteum.